# Macadam Popcorn
Pour plus de détails, voir Fiche technique et Distribution.
Macadam Popcorn est un documentaire français réalisé par Jean-Pierre Pozzi et sorti en 2017.

## Synopsis
Préparant une BD sur les salles de cinéma, le dessinateur Mathieu Sapin parcourt la France afin de découvrir les personnes - les exploitants - qui les font vivre.

## Fiche technique
- Titre : Macadam Popcorn
- Réalisation : Jean-Pierre Pozzi
- Scénario : Jean-Pierre Pozzi
- Photographie : Jean-Pierre Pozzi
- Montage : Cyril Besnard, Anny Danché et Alexandre Gallerand
- Son : Alexandre Gallerand et Henry Warluzel
- Société de production : Ciel de Paris Productions
- Pays de production :  France
- Durée : 80 minutes
- Date de sortie : France - 21 juin 2017[1]